# 蘇賈納格爾烏帕齊拉
蘇賈納格爾乌帕齐拉是孟加拉国巴布納縣的一个乌帕齐拉，位於拉傑沙希专区的巴布納縣。。

## 人口
據1991年孟加拉國人口普查，蘇賈納格爾共有戶數46,745戶，人口286463人。其中男性佔比51.86%，女性佔比48.14%；成年人口135,476人。該地7歲以上人口之平均識字率為23.0%。